# Женщины Амфиссы
«Женщины Амфиссы» (англ. The Women of Amphissa) — картина британского художника Лоуренса Альма-Тадемы, написанная в 1887 году на сюжет из истории Древней Греции. Хранится в Институте искусств Стерлинга и Франсин Кларк в Уильямстауне (Массачусетс, США).
«Женщины Амфиссы» были награждены почётной золотой медалью Всемирной выставки в Париже в 1889 году.

## История
Картина иллюстрирует рассказ Плутарха об одном событии времён Третьей Священной войны (356—346 годы до н. э.). По словам этого автора, группа вакханок случайно забрела в город Амфисса, находившийся на театре боевых действий. «Утомленные и еще не владеющие полнотой сознания, они улеглись где пришлось на площади и погрузились в сон. В городе, который состоял в союзе с фокейцами, находилось много их воинов, и амфисские женщины, опасаясь какого-либо бесчинства с их стороны, сбежались на площадь, окружили спящих вакханок и молча охраняли их, а когда те пробудились, оказали им всю необходимую помощь, принесли еду и наконец, с разрешения своих мужей, проводили до границы».